# Аломар-и-Вильялонга, Габриэль
Габриэль Аломар (каталонское произношение:[ɡəßɾiˈɛɫ əɫuˈmar]; 1873—1941) — испанский поэт, эссеист, просветитель и дипломат начала XX века, тесно связанный с движением модернистов в каталонском искусстве.

## Биография
Аломар родился в городе Пальма и вырос на Балеарских островах — традиционной провинции Испании, где была очень сильна власть Католической Церкви. Его отец был мелким чиновником. Семья часто переезжала с место на место. Эти путешествия сформировали у Габриэля космополитичность — нормальное явление для испанской молодежи того времени. В 1888 году после окончания средней школы в городе Пальма, он, как и многие молодые мужчины Майорки, отправился на материк в Барселону, чтобы закончить своё образование. В Барселоне он учился, работал в качестве журналиста, публиковал стихи, был вовлечен в каталонские регионалистские движения.
В 1901 году Аломар женился на Маргарите Сифре. У них было двое детей: Хуан Аломар Сифре (журналист, редактор El Día) и Виктор Аломар Цифре (журналист).

## Поэзия
Поэзия Аломара довольно консервативна по форме, но в плане содержания связана со школой (Антонио Альковера. Габриэль Аломар часто размещается критиками среди поэтов Escola Mallorquina (Майоркская группа поэтов — островитян, связанных с традициями греческих и латинских классиков).

## Журналистика
Произведения Аломара в периодике, как правило, менее тяготеют к репортажам и больше — к полемике. Написаны они были в форме столбцов. Его колонки часто читают, как произведения ораторского искусства. Наиболее известна его речь-статья: Эль futurisme, которая описывает состояние Испании, её проблемы и описывает пути их решения. Аломар верил, что Испания увлекается своим собственным прошлым, предпочитает сохранять веру в возрождение имперского прошлого, а не смотреть в лицо реалиям XX века. Для Аломара будущее было гораздо более важным, чем прошлое.

## Дипломат
Габриэль Аломар был испанским послом в таких странах, как Италия (1932—1934) и Египет (с 1937 года и до конца Гражданской войны в Испании). Он оставался в Египте до самой своей смерти в Каире в 1941 году.

## Влияние
У Габриэля Аломара в жизни было много профессий, но на всей её протяжении он был постоянно востребован как автор прологов. Он написал также десятки произведений на Кастильском испанском языке и на каталонском языке.

## Память
Одна из улиц г. Пальма названа именем Габриэля Аломаря и Вильялонга.

## Произведения
Поэзия
- La columna de foc. — Barcelona: Antoni López, 1911.
- Rodolins de L’auca del Sr. Esteve. — Barcelona: Antoni López, 1917.
- Els poetes d’ara. — Barcelona: Impremta «OMEGA», 1924.
- Antologia poètica. — Palma: Moll, 1987.

Проза
- Un poble que’s mor. Tot passant. — Barcelona: Biblioteca Popular «L’Avenç», 1904.
- El sorbo del heroismo. — Madrid: Publicaciones Prensa Gráfica, 1923.

Критика
- El futurisme. — Barcelona: L’Avenç, 1905.
- L’escola filosòfica del catalanisme. 1907.
- Liberalisme i catalanisme. 1908.
- De poetisació. — Barcelona: Antoni López, 1908?.
- Negacions i afirmacions del catalanisme. — Barcelona: Antoni López, 1910?.
- Catalanisme socialista. — Barcelona: Antoni López, 1911?.
- La pena de mort. — Barcelona: Biblioteca de la «Revista de Catalunya», 1912.
- La guerra a través de un alma. — Madrid: Renacimiento, 1917.
- El frente espiritual. — Tortosa: Casa Editorial Monclús, 1918.
- Verba. — Madrid: Biblioteca Nueva, 1919.
- La formación de si mismo. — Madrid: Rafael Caro Raggio, 1920.
- La política idealista. — Barcelona: Minerva, 1923.

Статьи
Другие произведения
- Raixa. — Madrid: World Muxxic Records, 2001.

Сборники
- I. Articles inicials. Una vila que es mor (1905). — Palma: Consell de Mallorca / Sa Nostra / Moll, 2004.
- II. El futurisme. Articles d’El Poble Català (1904—1906). — Palma: Consell de Mallorca / Sa Nostra / Moll, 2000.
- III. Sportula (Articles del Poble Català) (1907—1908). — Palma: Consell de Mallorca / Sa Nostra / Moll, 2001.